# Beulotte-Saint-Laurent
Beulotte-Saint-Laurent é uma comuna francesa na região administrativa de Borgonha-Franco-Condado, no departamento de Alto Sona. Estende-se por uma área de 14,2 km². Em 2010 a comuna tinha 57 habitantes (densidade: 4 hab./km²).